# Akmal Ikramow
Akmal Ikramowicz Ikramow, ros. Акмаль Икрамович Икрамов (ur. we wrześniu 1898 w Taszkencie, zm. 15 marca 1938 w Moskwie) – radziecki działacz partyjny i państwowy, jeden z twórców Komunistycznej Partii (bolszewików) Uzbekistanu (1937).

## Życiorys
Urodził się w uzbeckiej rodzinie chłopskiej. Członek partii bolszewickiej RKP(b) od lutego 1918. Prowadził prace rewolucyjną w Ferganie, Taszkencie i Namanganie. Członek komitetów partyjnych WKP(b) i ich przewodniczący na różnych szczeblach: rejonowym, wojewódzkim. W latach 1921–1922 sekretarz odpowiedzialny KC Komunistycznej Partii (bolszewików) Turkmenistanu. Od 1922 uczył się w komunistycznym uniwersytecie im. J. Świerdłowa w Moskwie. Od stycznia 1925 sekretarz Komitetu Partyjnego Taszkentu, jednocześnie od marca sekretarz KC KP(b) Uzbekistanu, a od 1929 do 27 września 1937 I sekretarz KC KP(b) Uzbekistanu i sekretarz Środkowoazjatyckiego Biura KC WKP(b). Delegat na XII i od XIV do XVII Zjazdu RKP(b) i WKP(b). Zastępca członka i członek KC WKP(b). Członek Centralnego Komitetu Wykonawczego ZSRR (CIK ZSRR). 20 grudnia 1935 odznaczony Orderem Lenina.
W czasie "wielkiej czystki" 20 września 1937 aresztowany przez NKWD, 13 marca 1938 skazany w III procesie moskiewskim na karę śmierci, 2 dni potem rozstrzelany. W 1957 pośmiertnie zrehabilitowany.